# Anna May Wong
Anna May Wong (lub Wong Liu Tsong; chiń. 黃柳霜; pinyin Huáng Liǔshuāng; ur. 3 stycznia 1905 roku w Los Angeles, zm. 2 lutego 1961 roku w Santa Monica w stanie Kalifornia) – amerykańska aktorka chińskiego pochodzenia. Stała się pierwszą gwiazdą aktorstwa z Azji. Występowała zarówno w teatrach, jak i w telewizji. Zmarła na zawał serca.
W 2022 roku System Rezerwy Federalnej wyemitował dwie upamiętniające ją ćwierćdolarowe monety: srebrną monetę kolekcjonerską oraz towarzyszącą jej monetę okolicznościową.

## Wybrana filmografia
- Toll of the Sea (1922) jako Lotos
- Złodziej z Bagdadu (1924)
- Diabelska tancerka (1927)
- Piccadilly (1929)
- Daughter of the Dragon (1931)
- Szanghaj Ekspres (1932)
- Studium w szkarłacie (1933)
- Impact (1949)